# 海の底の臼
『海の底の臼』（うみのそこのうす。『海の底のひき臼』、『海の水はなぜからい?』、『海の水がからいわけ』とも。ノルウェー語: Kvernen som maler på havsens bunn、英語: Why the Sea is Salt）は、ペテル・クリスティン・アスビョルンセンとヨルゲン・モーによって著作『ノルウェー民話集』に収集された、ノルウェーの民話である。
スノリ・ストゥルルソンの『詩語法』に見える『グロッティの歌』の、新しい時期の派生作品とみられる。
この話はアールネ＝トンプソンの『昔話の型』における民話タイプ AT565「魔法の臼」に分類されている。
日本でもごく内容が酷似する類話が柳田國男などにより収集されているが、アスビョルンセンとモーが出版した近代話が外国語訳を経て流入されたものだと考察される。類話としては、中国民話『水の母(en)』やドイツではグリム童話『おいしいおかゆ』等がある。

## あらすじ
ある貧しい男性が、クリスマス・イブに彼の兄を訪ねて物乞いをした。兄は、弟が何かをしてくれるならと条件をつけ、弟にハム（異本によってはベーコン、子羊の肉など）をやると約束した。貧しい弟は約束を承諾した。金持ちの兄は食べ物を放り投げ、弟に地獄（Hell）へ行くよう言った。（ラングによる異訳では「死者の集会場（hall）」とも。）兄と約束してしまったため、弟は地獄へ出発した。
古代北欧の異本では、その後弟は途中で老人に会う。多くの異本において、老人が弟に物乞いをし、弟は何かを与えることとなる。そしてすべての伝承で、老人は弟に地獄（Hell、または集会場）のことを話す。「そこにいる者たちがおまえから食物を買いたがたるが、戸の後ろにある手回しの碾き臼のみを対価として食物を売らなければならないぞ。また臼の使い方を指示されるために儂のところに戻って来なければならないぞ」と。臼を所有する人々との交渉にはかなり手間取ったが、貧しい弟は臼の入手に成功した。そして弟が老人の元に戻ると、老人は臼を使う方法を彼に教えた。
弟は自分の妻のところに臼を持っていった。そして彼らがクリスマスのために必要とするものすべて、明かりやらテーブルクロスやら肉やらエールやらを臼から碾き出した。二人は十分に食べた。3日目には二人は知人を呼び、大宴会を開いた。兄はこれに驚いた。貧しい弟は、酒を飲みすぎた時に、この金持ちの兄に碾き臼のことを教えてしまった（または弟の子供たちが無邪気に秘密を漏らした）。兄は臼を売るように弟を説き伏せ、とうとう承諾させてしまった。
古代北欧の異本では、貧しい弟は臼の取り扱い方法を兄に教えなかった。兄はニシンとブイヨンを碾き出させた。ところが大量のニシンとブイヨンが兄の家に溢れてしまった。兄が、臼のために弟に支払ったのと同じくらいの多額のお金を、弟に支払うまで、弟は臼を引き取らなかった。
北欧の伝承においては、ある日、船長が弟からこの碾き臼を買おうとし、結局弟を説得した。そしてすべての異本において、新しい所有者は海上に臼を持ち出し、塩を碾き出させた。ついに船を沈めるまで臼は塩を碾き出し続け、さらに海中でも碾き続けた。そして、海水の塩分を出し続けたという。

### 民話の背景
中世の北欧では、塩を入手するため、ハンザ同盟の船でドイツから岩塩を輸入していた。しかし塩によって船が傷み沈没することも多かった。山室静によれば、この事実が両『エッダ』での臼の話を発展させて「潮吹臼」の話になったとも考えられるという。
しかし、もっと遡れば、1世紀に成立した「ヨハネ黙示録」の18章21節に、類似の記述がある。

## 英訳
ジョージ・W・ダセントが英訳したノルウェー物語の第1集(1859年)に"Why is the Sea Salt?"の題で所収されたのが初出である。
のちアンドルー・ラングの『あおいろの童話集』(1859年)にも収録されている。

## 民話タイプ
アンティ・アールネ、スティス・トンプソン共著の『民話の型』における民話タイプ AT565「魔法の臼」に分類されている。
この民話の型がもちあわす民話モチーフのひとつに、スティス・トンプソン方式 D1651「主人のいうことのみをきく魔法の品（臼）」がある。

### 日本の類話
物品を無尽蔵に碾き出す不思議な臼を扱った昔話は日本でも収集されている。前述の北欧の童話同様に、臼の入手とその喪失が語られる。臼が海に沈んでもなお塩を引き出すために海が塩辛いという話がほとんどだが、中には米や金を碾き出し続けて最後に臼が壊れるという話もある。
柳田國男編『日本の昔話』にも「海の水はなぜ鹹（から）い」の題名で、陸中上閉伊郡（岩手県）からの収集とする民話が編まれている。ここでは弟が白鬚の老人に諭されて麦饅頭をもって小人たちのところへいき、宝の石臼と交換する。そして臼を廻して米や鮭などはじめ、年越しに入用な品々をぞくぞくと出す。さらには新築の屋敷と「五間に三間の」土蔵まで出させてしまう。兄が宝を盗み出し、船に積んでどこかの島で長者になろうとたくらむが、甘いものばかり用意したため、臼に塩を出させるものの止め方がわからず船ともに沈んでしまう。
小林美佐子（昔話研究土曜会）の調査によると、小人が登場するパターンの話が東北地方にまとまって見つかっており、これらの話では「年の暮れ」に「食べ物を無心し」、「大勢の小人」から「饅頭等」と「臼を交換し」、最後には「海の水の塩辛いわけ」を語って終わる。また、大正12年に聞き取りによって記録された話は、ロシアから日本に来た船の乗員から地元住民に伝えられたものであったが、ノルウェーの話と極めて酷似している。この話には小人が登場し、ノルウェーの話に登場する臼の所有者と同様の役割を演ずる。この時に日本に伝わった話は、アスビョルセンによる「塩吹臼」の英訳本を底本にしたものと推定され、以前からある「無尽の臼」の話に「海の水の塩辛いわけ」を語る話が融合して東北地方に広まったとも考えられるという。

### ギリシアの類話
ギリシア各地にも、この民話の型の類話がみられる。
その一例として、ゲオルギオス・A・メガス (1893-1976年) が編したギリシア民話「臼」(«Ο μύλος»)があるが、これは英訳("The Mill")もされている。底本とした原話は、エーゲ海東部地方（レスボス島）の収集話とされる。
ギリシア版では兄弟のうちの金持ちが貧乏な方に子羊を与えるが、その際にサタンの母親のところへ失せろとののしる。貧乏な方はその子羊を持って悪魔たちと交渉するが、何と交換するかは悪魔たち任せにするだけで、労せずして魔法の臼を得るのであり、粘って交渉する場面はみられない。この臼も回せば好きなものを得られる宝であったので、金持ちの兄弟が買い取り、船に乗せてコンスタンティノープルに向かうのだが、航海中に臼を回したせいで船が沈没する。

### 補注
1. 1 2  柳田 1983、 小澤俊夫による「解説」(187-188頁)に、「アールネ＝トムソン共著『昔話の型』(The Types of the Folktale) (略号 AT)に登録されているものと照合して、.. 「海の水はなぜ鹹い」参照AT565」とある